# Bathyvitiazia
Bathyvitiazia är ett släkte av ringmaskar. Bathyvitiazia ingår i familjen Polynoidae.
Kladogram enligt Catalogue of Life:
| Bathyvitiazia | \| \| Bathyvitiazia pallida \| \| \| \| \| \| Bathyvitiazia pettibonae \| \| \| \| |
|               | \| \| Bathyvitiazia pallida \| \| \| \| \| \| Bathyvitiazia pettibonae \| \| \| \| |
|               | Bathyvitiazia pallida                                                              |
|               |                                                                                    |
|               | Bathyvitiazia pettibonae                                                           |
|               |                                                                                    |